# Andrea Midena
Andrea Midena (Milano, 7 settembre 1965) è un attore, comico e autore televisivo italiano.

## Biografia
Inizia l'attività di cabaret nel 1989 con Gianni Giannini, insieme formano il duo de "Gli Estinti". Dopo anni di gavetta, nel 1993 insieme a Gianni ed altri comici del tempo, Andrea fonda il primo laboratorio di cabaret in Italia, lo "Scaldasole". Un luogo dove i comici possono sperimentare cose nuove di fronte a un pubblico consapevole di partecipare ad una sorta di prove aperte. È comico in TV a Zelig Circus (2006), a Zelig Off in coppia con Herbert Pacton (2007-2008), a Central Station (2008), a Colorado Cafè affiancato da Nadia Puma (2009) e in molte altre televisioni come la Televisione Svizzera Italiana.
Da sempre impegnato nell'attività di autore, in modo particolare di Gioele Dix ma anche di numerosi artisti come Mago Forest, Baz, Gabriele Cirilli e molti altri, collaborando con le più importanti realtà italiane come Zelig, Colorado Cafè e con Comedy Central. In teatro ha collaborato con Gioele Dix per gli spettacoli Dix Play, Se potessi mangiare un'idea, Nascosto dove c'è più luce. Ha lavorato inoltre come aiuto regista per gli Oblivion.

## Carriera

### Autore TV
- autore di Gioele Dix (dal 2008)
- Buona la prima – autore programma (Italia 1, 2008-2009)
- Colorado cafè – autore di Baz (Italia 1, 2011-2012)
- Zelig Arcimboldi – autore programma (Italia 1, 2009-2012)
- Zelig off – autore (2009-2012)
- Cirque du Cirill – autore di Gabriele Cirilli (Rai 2, 2011)
- Container – autore di Gabriele Cirilli e ideatore format (Comedy Central, 2011)
- Se stasera sono qui – autore di Teresa Mannino (LA7, 2012)
- Zelig circus – autore del Mago Forest (Canale 5, 2013)
- iPantellas" – autore (Italia 2, 2013)
- Love stories – autore e ideatore format con Giovanna Donini (Zelig TV, 2019)
- Zelig Arcimboldi – autore (canale 5, 2021-2022-2023)

### Comico TV
- Lista d'attesa, 7 puntate (Telenova, 2005)
- Zelig off, 8 puntate (Italia 1, 2005)
- Zelig circus, 1 puntata (Canale 5, 2006)
- Zelig off, 2 puntate (Italia 1, 2007)
- Strangers in the night, 6 puntate (Televisione Svizzera Italiana, 2007)
- Central station, 8 puntate (Comedy Central, 2008)
- Colorado cafè, 8 puntate (Italia 1, 2009)

### Teatro
- autore di riferimento presso il laboratorio di Zelig di Padova (2008)
- autore di riferimento presso il laboratorio di Zelig di Torino (2009-2012)
- aiuto regia per lo spettacolo Oblivion show (2010)
- ha collaborato con Gioele Dix per la messa in scena di Dix play, Se potessi mangiare un'idea e Nascosto dove c'è più luce (2008-2012)
- autore di riferimento presso il laboratorio di Zelig di Bellaria (2013)
- coautore dello spettacolo La verità rende single (Baz - Marco Bazzoni) (2017)
- coautore per l'adattamento dello spettacolo Gli uomini vengono da Marte, le donne da Venere, messo in scena da Debora Villa (2018)
- autore e regista della commedia musicale Harry, ti presento Sergio, debutta a Zelig il 26 maggio 2019; rimessa in scena dal 20 al 27 maggio 2022.

### Podcast
- autore con Giovanna Donini del podcast Maschiacci, con Francesca Michielin (2021)
- autore con Giovanna Donini del podcast Maschiacci, seconda stagione con Francesca Michielin (in esclusiva per Spotify, 2022)
- autore e interprete con Giovanna Donini del podcast Cose divertenti che non faremo mai più (forse) (Spotify e Amazon Music, 2023))

### Cinema
- Cado dalle nubi, regia di Gennaro Nunziante (2009)